# Застряг у тобі (фільм)
«Застря́г у тобі́» (англ. «Stuck on You») — американський комедійний художній фільм 2003 року режисерів Боббі і Пітера Фареллі.

## Сюжет
Боб і Волт Тенор — не просто брати. Вони — сіамські близнюки, яким щастить в усьому: від бонусних гамбургерів до чудових трюків на льоді. Вони — зрослися, а тому завжди нерозлучні і ніколи не покинуть один одного в біді.
Все йде своєю чергою, поки Волт не вирішує, що час здійснитись його давній мрії — стати зіркою Голлівуда. Він переконує свого брата ризикнути разом з ним, і «дивна парочка» вирушає до Каліфорнії спробувати щастя…

## У ролях
- Метт Деймон — Боб Тенор
- Грег Кіннер — Волт Тенор
- Єва Мендес — Ейпріл Мерседес
- Вень Ян Ших — Мей
- Пет Кроуфорд Браун — Міммі
- Рей Валльер — Рокет
- Томмі Сонгін — Томмі
- Теренс Берні Гайнс — Мо
- Шер — Шер / Хані
- Джекі Флінн — Говард
- Сеймур Кессел — Морті O'Рейллі
- Гріффін Данн — Гріффін Данн
- Бріджет Тобін — Vineyard Cutie
- Денні Мерфі — Дікі
- Малкольм Дж. Чес-мол. — Vineyard Buddie
- Скайлер Стоун — Джордж
- Дейн Кук — офіцер Фрайолі
- Стівен Тайлер — офіцер Рені
- Джессіка Коффіл — Bar Hottie
- Саід Бадрія — помічник хірурга
- Даг Джонс — прибулець з космосу #2
- Джей Лено — Джей Лено
- Кайлі Санчез — Pepper Spray Cutie
- Люк Вілсон — в ролі самого себе
- Рона Мітра — Bus Stop Bombshell
- Френкі Муніз — в ролі самого себе
- Меріл Стріп — в ролі самої себе
- Трейсі Ештон — агент

## Знімальна група
- Режисери — Боббі Фарреллі, Пітер Фарреллі
- Сценаристи — Пітер Фарреллі, Боббі Фарреллі
- Оператор — Деніел Міндел
- Композитор — Майкл Ендрюс
- Художник — Сідні Дж. Бартоломью